# I Look to You (canção)
"I Look to You" é uma canção da cantora americana Whitney Houston, para o seu sétimo álbum de estúdio com o mesmo nome. A canção foi lançada como primeiro single do álbum em Julho de 2009 e foi escrita pelo cantor R. Kelly. A canção foi incluída na trilha sonora da novela Viver a Vida como tema principal do casal Luciana (Alinne Moraes) e Miguel (Mateus Solano) e se tornou um dos seus maiores sucessos de rádio no Brasil, desde I Will Always Love You. Para alguns fãs e críticos a canção tem um teor espiritual e de despedida, em decorrência de ser um dos últimos singles de sucesso mundial de Whitney, a seguir de seu falecimento dois anos depois em 2012.

## Videoclipe
O videoclipe foi lançado oficialmente no dia 10 de setembro de 2009 no site oficial da cantora. Dirigido por Melina Matsoukas, o video mostra a cantora em frente a um cenário claro de cor bege e cinza, com ângulos diferentes dela. Ela está sentada em um pilar de concreto com um holofote focado nela. Perto do final do vídeo, uma chuva de flores cai ao seu redor. No video, Houston está vestindo um vestido branco. A significância deste single esta atrelada a devoção de Whitney Houston ao Senhor Deus.

## Faixas e formatos
EP de Remixes, lançado em 6 de novembro de 2009, via Amazon.
1. I Look To You (Johnny Vicious Warehouse Radio Mix) 4:08
2. I Look To You (Johnny Vicious Warehouse Club Mix) 8:52
3. I Look To You (Johnny Vicious Warehouse Mixshow Mix) 5:50
4. I Look To You (Johnny Vicious Club Radio Mix) 3:52
5. I Look To You (Johnny Vicious Club Mixshow Mix) 6:06
6. I Look To You (Johnny Vicious Club Mix) 9:08
7. I Look To You (Christian Dio Radio Mix) 4:01
8. I Look To You (Christian Dio Mixshow Mix) 5:51
9. I Look To You (Christian Dio Club Mix) 7:53
10. I Look To You (Giuseppe D. Tune Adiks Radio Edit) 3:47
11. I Look To You (Giuseppe D. Club Tune Adiks Mix) 7:39
12. I Look To You (Giuseppe D. Tune Adiks Mixshow Mix) 5:52

## Desempenho nas Paradas

### Posições
| Paradas (2008/2009)                               | Melhor posição |
| ------------------------------------------------- | -------------- |
| Áustria - Ö3 Austria Top 40                       | 47             |
| Alemanha - German Singles Chart                   | 41             |
| Suécia - Sverigetopplistan                        | 33             |
| Suíça - Swiss Singles Top 75                      | 16             |
| Canadá - Billboard Canadian Hot 100               | 68             |
| Canadá - Billboard AC                             | 34             |
| Brasil - Billboard Brasil                         | 34             |
| Estados Unidos - Billboard Hot 100                | 70             |
| Estados Unidos - Billboard Hot R&B/Hip-Hop Songs  | 16             |
| Estados Unidos - Billboard Adult contemporary     | 22             |
| Estados Unidos - Billboard Dance Club Songs       | 35             |
| Estados Unidos - Billboard Smooth Jazz Songs      | 21             |
| Estados Unidos - Billboard Gospel Songs           | 14             |
| Estados Unidos - Billboard Gospel Streaming Songs | 3              |
| França - SNEP                                     | 124            |
| Países Baixos - Single Top 100                    | 65             |
| Japão - Billboard Japan Hot 100                   | 40             |